# Râul Cerna, Olt
Râul Cerna este un curs de apă, afluent al râului Olteț. 

## Imagini

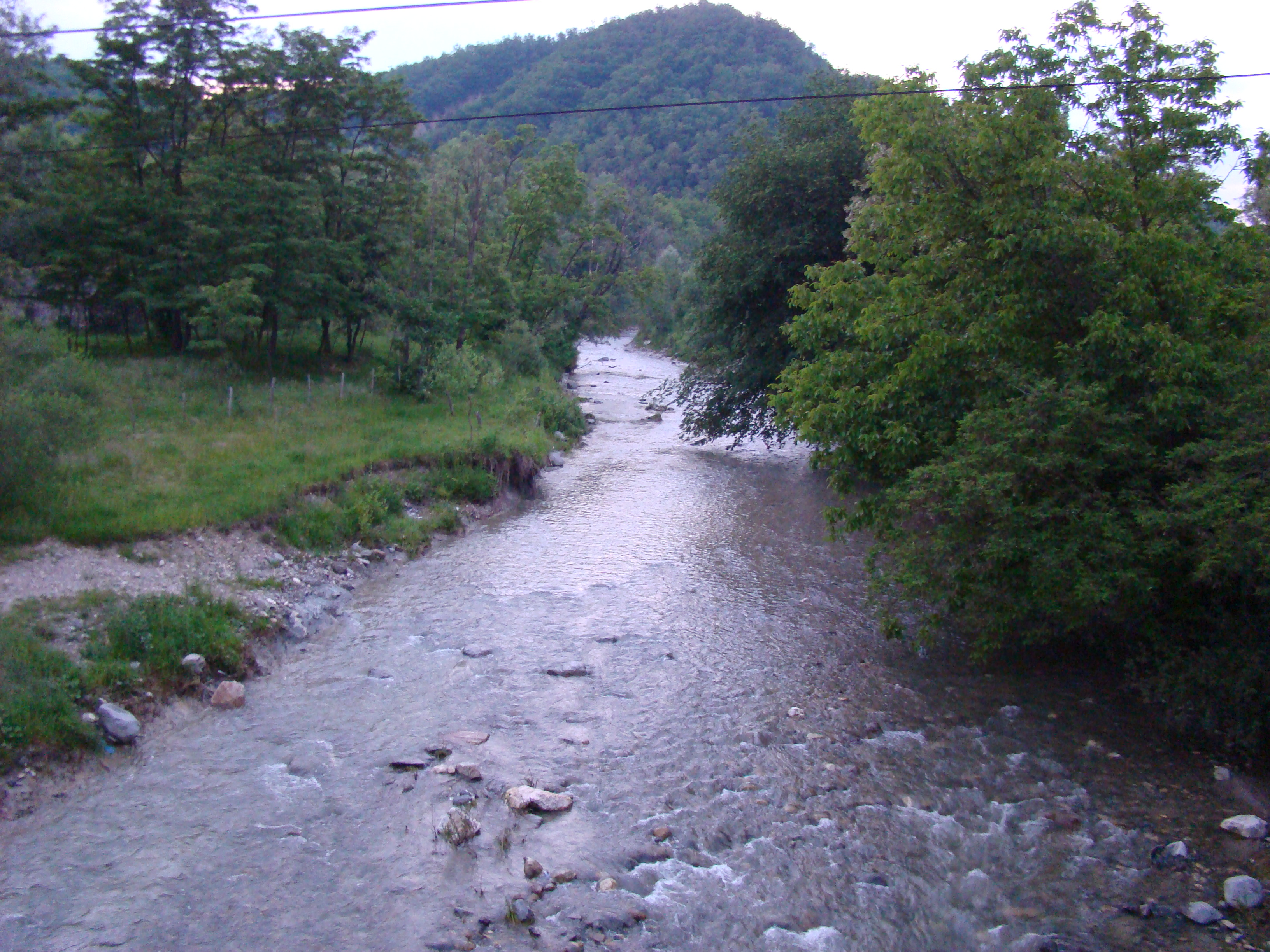
Cerna la Gorunești
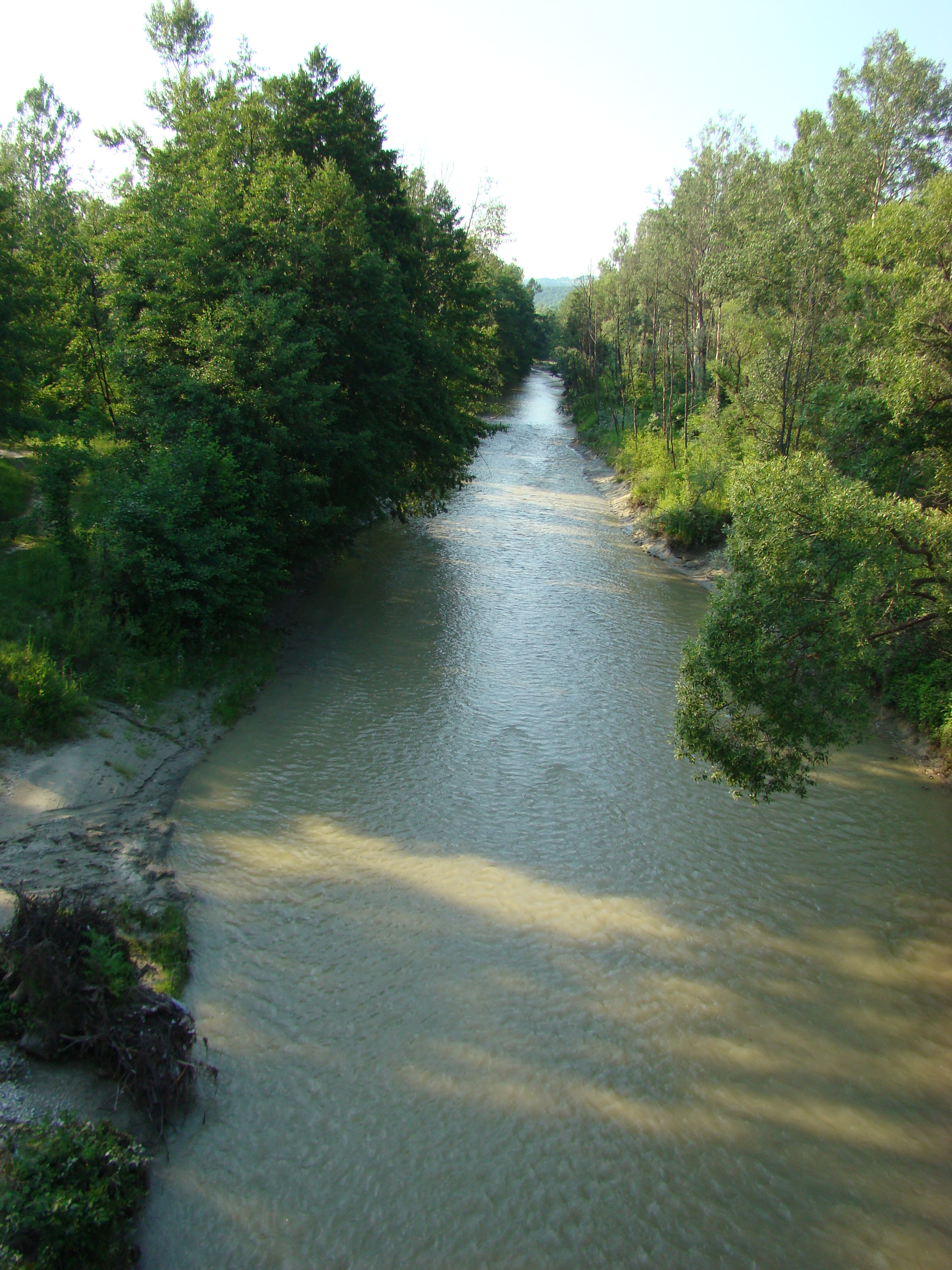
Cerna la Măldărești
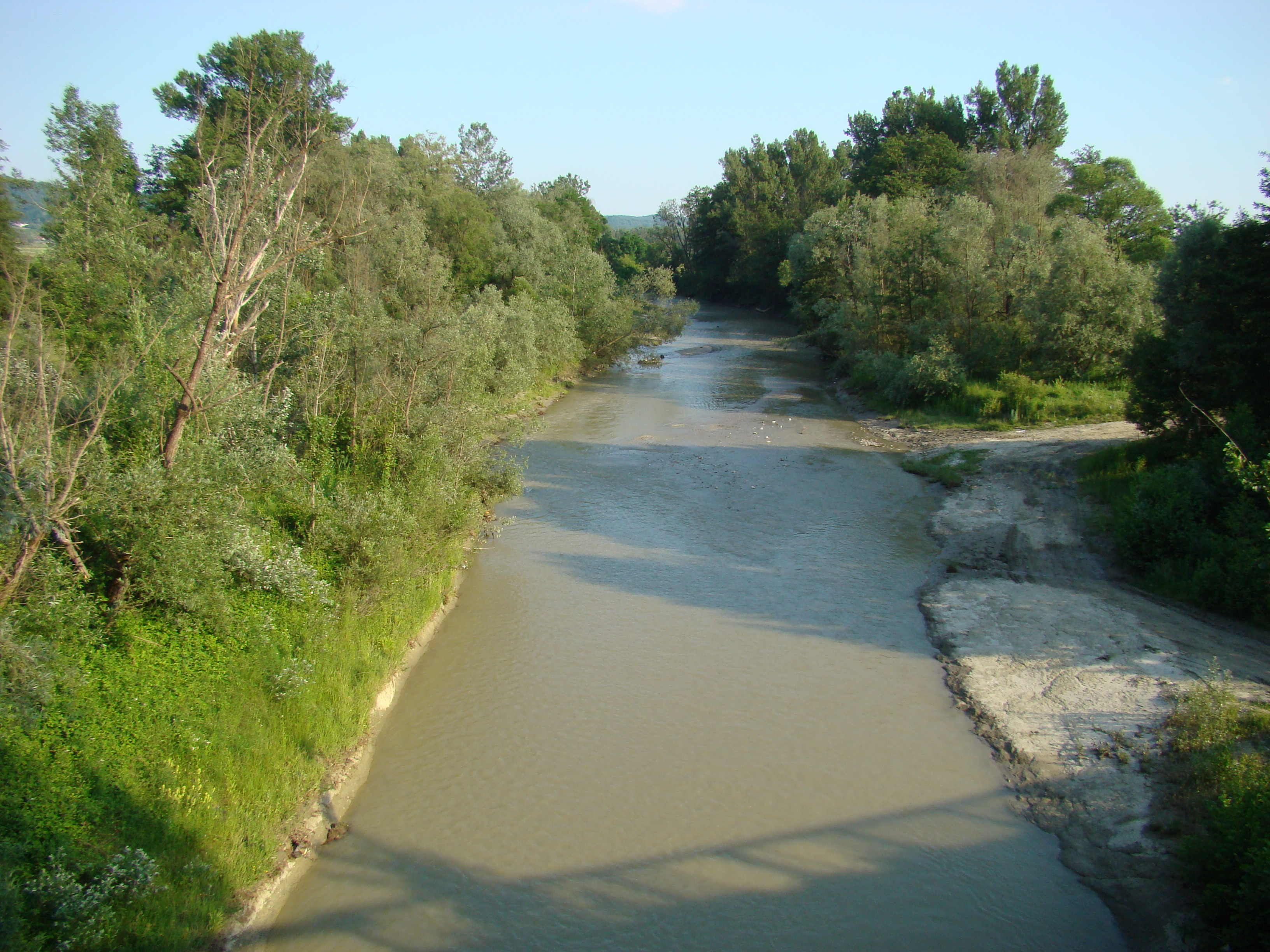
Cerna la Lădești

## Hărți
- Harta Munții Căpățânii  Arhivat în 15 iunie 2011, la Wayback Machine.